# Christian Pfannberger
Christian Pfannberger (Judenburg, 9 dicembre 1979) è un ex ciclista su strada austriaco, sospeso a vita per recidività al doping.

## Carriera
Dopo essere stato campione del mondo militari nel 1999, Christian Pfannberger vinse nel 2001 l'Internationale Thüringen Rundfahrt, il campionato austriaco Under-23 e si classificò nono nella prova in linea Under-23 dei campionati del mondo di Lisbona.
Passò professionista nel 2002 tra le file della squadra tedesca Team Nürnberger e, nello stesso anno, si aggiudicò il secondo posto al Giro della Renania-Palatinato. L'anno seguente passò alla squadra austriaca Volksbank-Ideal, poi, nel 2004, alla eD'System-ZVVZ, squadra della Repubblica Ceca. Secondo al campionato austriaco di ciclismo su strada, fu trovato positivo al testosterone al termine di questa prova e sospeso due anni.
Ritornò a correre nel 2006 nella squadra ELK Haus-Simplon, con cui disputò un buon Giro d'Austria, vincendo una tappa e concludendo al terzo posto della classifica generale. La stagione 2007 fu la migliore della sua carriera. Dopo una caduta patita alla Rund um den Henninger-Turm, che gli causò fratture alla clavicola e alla mano, in luglio si impose nella prova in linea dei campionati austriaci; durante l'estate ottenne quindi numerosi piazzamenti, tra cui il secondo posto nella Coppa Agostoni, il terzo nel Gran Premio Nobili Rubinetterie e nel Giro d'Oro e il quindicesimo al Giro di Germania.
In novembre firmò un contratto per la stagione 2008 con la Barloworld, con la speranza di partecipare ai Grandi giri. Nel marzo del 2008 vinse in Sudafrica il Giro del Capo; si mise poi in luce con tre piazzamenti nelle classiche delle Ardenne, giungendo quinto alla Liegi-Bastogne-Liegi, settimo all'Amstel Gold Race e nono alla Freccia Vallone. Si riconfermò anche campione d'Austria nella prova in linea.
Nel 2009 viene ingaggiato dalla squadra ProTour russa Katusha. Ottenne nuovi piazzamenti nelle classiche delle Ardenne ma in maggio, la settimana prima della partenza del Giro d'Italia, la squadra lo sospese preventivamente dopo l'annuncio della sua "non negatività" ad un controllo antidoping. In seguito alla conferma della positività, venne sospeso a vita dalla Federazione ciclistica austriaca.

## Palmarès
- 1999 (Under-23)

Campionati del mondo militari
- 2001 (Elk Haus)

Campionati austriaci, Gara in linea Under-23
Gran Premio ZTS Dubnica nad Vahom
2ª tappa, 1ª semitappa Linz-Passau-Budweis (Linz > Passavia)
2ª tappa, 2ª semitappa Linz-Passau-Budweis (Passavia > Hellmonsodt)
1ª tappa Internationale Thüringen Rundfahrt
Classifica generale Internationale Thüringen Rundfahrt
- 2006 (Elk Haus, una vittoria)

3ª tappa Österreich-Rundfahrt
- 2007 (Elk Haus, una vittoria)

Campionati austriaci, Gara in linea
- 2008 (Barloworld, tre vittorie)

Campionati austriaci, Gara in linea
1ª tappa Giro del Capo (Wellington > Wellington)
Classifica generale Giro del Capo

## Piazzamenti

### Grandi Giri
- Giro d'Italia

2008: ritirato (15ª tappa)

### Competizioni mondiali
- Campionati del mondo

San Sebastián 1997 - In linea Juniores: 9º
Plouay 2000 - In linea Under-23: 31º
Lisbona 2001 - In linea Under-23: 9º
Zolder 2002 - In linea Elite: 57º
Salisburgo 2006 - In linea Elite: 117º
Stoccarda 2007 - In linea Elite: 38º
Varese 2008 - In linea Elite: 8º
- Giochi olimpici

Pechino 2008 - In linea: 23º